# Rudník
Rudník je naseljeno mjesto u okrugu Myjava u  Trenčínskom kraju u Slovačkoj.

## Stanovništvo
| Godina:     | 1993. | 2003.    | 2013.    | 2023.   |
| ----------- | ----- | -------- | -------- | ------- |
| Broj ljudi: | 855   | 735      | 810      | 845     |
| Razlika:    |       | -14,03 % | +10,20 % | +4,32 % |

| Godina:     | 2022. | 2023.   |
| ----------- | ----- | ------- |
| Broj ljudi: | 839   | 845     |
| Razlika:    |       | +0,71 % |

Prema podacima o broju stanovnika iz 2023. godine naselje je imalo 845 stanovnika.

## Vanjske poveznice
|  | Zajednički poslužitelj ima još gradiva o temi Rudník |

- Službena stranica naselja (sl.)